# Elena Firsova
Elena Olegovna Firsova (in russo Елена Олеговна Фирсова?; Leningrado, 21 marzo 1950) è una compositrice russa.

## Biografia
Firsova nacque a Leningrado nella famiglia dei fisici Oleg Firsov e Viktoria Lichko. Studiò musica a Mosca con Alexander Pirumov, Yuri Kholopov, Edison Denisov e Philip Herschkowitz. Nel 1979 fu inserita nella lista nera dei "Sette di Khrennikov" al Sesto Congresso dell'Unione dei Compositori Sovietici per la partecipazione non autorizzata ad alcuni festival di musica sovietica in Occidente. È stata sposata con il compositore Dmitri Smirnov e vive nel Regno Unito. I loro figli sono Philip Firsov (artista e scultore) e Alissa Firsova (compositrice, pianista e direttore d'orchestra).
Compose più di cento opere in molti generi diversi, tra cui l'opera da camera The Nightingale and the Rose dopo Oscar Wilde e Christina Rossetti (presentata in anteprima all'Almeida Opera Festival nel 1994, Londra), un'opera per orchestra Augury (presentata in anteprima ai BBC Proms del 1992), che include un'ambientazione corale dei famosi versi di William Blake "Per vedere il mondo in un granello di sabbia ..." e Requiem dal poema di Anna Andreevna Achmatova per soprano, coro e orchestra (presentato in anteprima al Konzerthaus di Berlino nel settembre 2003).
Il suo genere preferito è una cantata da camera per voce sola ed ensemble (od orchestra). Alcuni di esse sono scritte sulle poesie di Aleksandr Sergeevič Puškin, Marina Ivanovna Cvetaeva, Boris Pasternak e Oleg Prokof'ev. Tuttavia, la maggior parte di esse si basa le poesie del suo poeta preferito Osip Ėmil'evič Mandel'štam, tra le quali Earthly Life, Tristia, The Stone, Forest Walks, Before the Thunderstorm, Stygian Song, Secret Way, Seashell, Whirlpool, Silentium, Winter Songs e Petrarch's Sonnets (nella traduzione russa di Osip Mandelstam).
Ricevette commissioni da numerosi festival musicali, orchestre ed ensemble tra cui l'Orchestra del Concertgebouw, Brodsky Quartet, Manchester Wind Orchestra, Schubert Ensemble, Freden Festival, BBC Proms, Asiago Festival e Expo 2000 (Hannover). La sua musica è disponibile presso gli editori Boosey & Hawkes, Londra; Hans Sikorski, Amburgo; G. Schirmer, New York.

## Opere
- Trio per pianoforte, op. 8 (1972) 9 '. Trio, cl, vn, pfn, 1990, 9 '. Boosey & Hawkes
- Suite per viola sola, op. 2 (1967)
- A Feast in Time of Plague, opera da camera dopo Alexander Pushkin (1973)
- Concerto per violoncello n. 1 (1973)
- Petrarch's Sonnets (tradotto da Osip Mandelstam) per voce e ensemble (1976)
- Concerto da camera n. 1 per flauto e archi (1978)
- The Night for voice and saxophone quartet (Boris Pasternak, 1978)
- Tristia, cantata per voce e orchestra da camera (Mandelstam, 1979)
- Tre poesie di Osip Mandelstam, per voce e pianoforte (1980)
- Misterioso, Quartetto per archi n. 3 (1980)
- Sonetti di Shakespeare per voce e organo (o quartetto di sassofoni, 1981)
- Concerto da camera n. 2 (Concerto per violoncello n. 2, 1982)
- The Stone, cantata per voce e orchestra sinfonica (Mandelstam, 1983)
- Concerto per violino n. 2 (1983)
- Earthly Life, cantata da camera per soprano e ensemble (Mandelstam, 1984)
- Concerto da camera n. 3 (Concerto per pianoforte e orchestra n. 1, 1985)
- Music for 12 for ensemble (1986)
- Passeggiate nella foresta, cantata per soprano e ensemble (Mandelstam, 1987)
- Concerto da camera n. 4 per corno e ensemble (1987)
- Auguri per coro e orchestra (William Blake 1988)
- Amoroso, Quartetto per archi n. 4 (1989)
- Nostalgia per orchestra (1989)
- Stygian Song per soprano e ensemble da camera (Mandelstam, 1989)
- Odissea per 7 giocatori (1990)
- L'usignolo e la rosa, opera da camera dopo Oscar Wilde e Christina Rossetti (1991)
- Seashell per soprano e ensemble (Mandelstam, 1991)
- Whirlpool per voce, flauto e percussioni (Mandelstam, 1991)
- Silentium per voce e quartetto d'archi (Mandelstam, 1991)
- Secret Way per voce e orchestra (Mandelstam, 1992)
- Distanza per voce, clarinetto e quartetto d'archi (Marina Cvetaeva, 1992)
- Lagrimoso, Quartetto per archi n. 5 (1992)
- Cassandra, per orchestra (1992)
- Insonnia, per quattro cantanti (Pushkin, 1993)
- Before the Thunderstorm, cantata per soprano e ensemble (Mandelstam, 1994)
- Quartetto per archi n. 6 (1994)
- Compassione, Quartetto per archi n. 7 (1995)
- The Stone Guest, Quartetto per archi n. 8 (1995)
- No, non è un'emicrania per baritono e pianoforte (Mandelstam, 1995)
- Concerto da camera n. 5 (Concerto per violoncello n. 3, 1996)
- La porta è chiusa, Quartetto d'archi n. 9 (1996)
- Concerto da camera n. 6 (Concerto per pianoforte e orchestra n. 2, 1996)
- Il fiume del tempo per coro e orchestra da camera in memoria di Edison Denisov (Gavrila Derzhavin, 1997)
- La malinconia, Quartetto per archi n. 10 (1998)
- Cattività per orchestra di fiati (1998)
- In partenza per orchestra d'archi (1998)
- The Scent of Absence per basso, flauto e arpa (Oleg Prokof'ev, 1998)
- Das erste ist vergangen (Christushymnus 2000) (The Former Things are Passed Away) per soprano, basso, coro misto e orchestra da camera ( Franz Kafka, Bible, ecc., 1999)
- Requiem per soprano, coro e orchestra (Anna Akhmatova, 2001)
- Winter Songs per soprano e violoncello (Mandelstam, 2003)
- The Garden of Dreams, Omaggio a Dmitri Shostakovich per orchestra (2004)
- Addio, quartetto d'archi n. 12 (2005)
- Black Bells per pianoforte e ensemble (2005)
- Per Slava per violoncello solo (2007)
- Purgatorio, Quartetto d'archi n. 11, completato nel 2008

## Discografia
- Misterioso, String Quartet No.3 Op.24 in: Lydian Quartet in Moscow: E. Firsova, Chaushian, Child, Lee Art and Electronics: AED 10108 Stereo
- Amoroso, String Quartet No.4 Op.40 in: Chilingirian Quartet : Stravinsky, Schnittke, Smirnov, Roslavets, E. Firsova: Music for String Quartet, Conifer Classics 75605 512522
- La Malinconia, String Quartet No.10 Op.84 in: Brodsky Quartet: Beethoven Op.18 e altri sei: Alvarez, Beamish, E. Firsova, Jegede, Smirnov, Tanaka, Vanguard Classics 99212
- Concerto da camera n. 1 per flauto e archi Op.19 in: Opere di compositori moderni di Mosca: Smirnov, Bobilev, E. Firsova, Pavlenko, Artiomov, Mobile Fidelity MFCD 906
- Cassandra per orchestra sinfonica Op.60 (1992) insieme a Sofia Gubaidulina : Pro et contra BIS CD-668 STEREO
- The Mandelstam Cantatas ( Forest Walks, Earthly Life, Before the Thunderstorm ) Studio for New Music Moscow, Igor Dronov, direttore d'orchestra; Ekaterina Kichigina, soprano Megadisc MDC 7816[1]
- Per Alissa op. 102 (2002) in: EMIGRÉ RUSSI: Rachmaninov, Smirnov, E. Firsova, A. Firsova: Alissa Firsova, pianoforte: Vivat 109 DDD
  - Omaggio a Canisy, Op.129 per violoncello e pianoforte
  - Lost Vision, op. 137 per Piano Solo
  - A Triple Portrait, Op.132, commissionato da Marsyas Trio (2011)
  - Night Songs, Op.125 per Mezzo-Soprano, Flauto e Violoncello
  - Spring Sonata, Op.27 per flauto e pianoforte
  - Per Slava, Op.120 per violoncello solo
  - Meditazione nel giardino giapponese, op.54 per flauto, violoncello e pianoforte
  - Tre poesie di Osip Mandelstam, Op.23 per Soprano e Pianoforte
  - Tender is the Sorrow, Op.130 for Flute, String Trio and Piano in: A Triple Portrait. Musica da camera di Elena Firsova - Marsyas Trio, Meridian: CDE84635